# Neogeophilus primus
Neogeophilus primus är en mångfotingart som beskrevs av Filippo Silvestri 1918. Neogeophilus primus ingår i släktet Neogeophilus och familjen Neogeophilidae. Inga underarter finns listade i Catalogue of Life.